# Briano
Briano is een plaats (frazione) in de Italiaanse gemeente Caserta.